# Metnaj
Metnaj – wieś w Słowenii, w gminie Ivančna Gorica. W 2018 roku liczyła 117 mieszkańców.